# Janiralata tricornis
Janiralata tricornis is een pissebed uit de familie Janiridae. De wetenschappelijke naam van de soort is voor het eerst geldig gepubliceerd in 1847 door Henrik Nikolai Krøyer.